# Ankara Cats 2011-2012
Questa voce raccoglie le informazioni riguardanti gli Ankara Cats nelle competizioni ufficiali della stagione 2011-2012.

## 1. Lig 2011-2012

### Stagione regolare
| 26 novembre 2011 1ª giornata | Ankara Cats | 14 – 28 (0-8 6-6 8-8 0-6) | Gazi Warriors |  |

| 11 dicembre 2011 2ª giornata | Istanbul Cavaliers | 0 – 35 | Ankara Cats |  |

| 18 febbraio 2012 4ª giornata | Hacettepe Red Deers | 19 – 14 | Ankara Cats |  |

| 3 marzo 2012 5ª giornata | Ankara Cats | 0 – 39 | ODTÜ Falcons |  |

| 25 marzo 2012 6ª giornata | Boğaziçi Sultans | 21 – 6 | Ankara Cats |  |

| 15 aprile 2012 7ª giornata | Ankara Cats | 20 – 22 | ITÜ Hornets |  |

| 22 aprile 2012 8ª giornata | Ankara Cats | 34 – 6 (6-6 8-0 12-0 8-0) | Eastern Mediterranean Crows |  |

## Statistiche di squadra
| Competizione      | %Vittorie | In casa | In casa | In casa | In casa | In casa | In casa | In trasferta | In trasferta | In trasferta | In trasferta | In trasferta | In trasferta | Totale | Totale | Totale | Totale | Totale | Totale |
| Competizione      | %Vittorie | G       | V       | N       | P       | Pf      | Ps      | G            | V            | N            | P            | Pf           | Ps           | G      | V      | N      | P      | Pf     | Ps     |
| ----------------- | --------- | ------- | ------- | ------- | ------- | ------- | ------- | ------------ | ------------ | ------------ | ------------ | ------------ | ------------ | ------ | ------ | ------ | ------ | ------ | ------ |
| Stagione regolare | .286      | 4       | 1       | 0       | 3       | 68      | 95      | 3            | 1            | 0            | 2            | 55           | 40           | 7      | 2      | 0      | 5      | 123    | 135    |
| Totale            | .286      | 4       | 1       | 0       | 3       | 68      | 95      | 3            | 1            | 0            | 2            | 55           | 40           | 7      | 2      | 0      | 5      | 123    | 135    |